# Келласька кішка
Келласька кішка (англ. Kellas cat) — тварина родини котових, що мешкає в Шотландії. Раніше вона вважалася міфічною, а випадки її спостереження оголошувалися містифікаціями, але у 1984 році представник цього виду загинув у капкані, поставленому лісником Ронні Дугласом. Вона виявилася гібридом дикого і домашнього підвиду Felis silvestris. Офіційно вона вважається не породою, а регіональною варіацією гібридів котових. Назву їй дали по селищу Келлас (Морі), де вона була вперше виявлена. Історик Чарльз Томас вважав, що піктське каміння з Голспі може бути зображенням келласької кішки. Каміння з Голспі, яке нині перебуває в музеї замку Данробін, зображує схожу на кішку істоту, що стоїть на спині лосося. Це може символізувати, що келласька кішка ловила рибу, плаваючи в річці.
Ендрю Кітченер, дослідник і куратор природних наук у Національному музеї Шотландії оглянув вісім чорних особин сімейства котових. Одне тіло вже було в колекції музею; ще сім надав Ді Френсіс, якого Ч. Томас характеризує як «письменника, дослідника і натураліста». Аналіз Кітченера показав, що одна з тварин (самець-підліток) було дикою кішкою з проявом меланізму, першою документально зафіксованою на території Шотландії. Більшість інших особин були визнані гібридами, що знаходяться ближче до дикої кішки, і тільки один гібрид виявився ближче до домашньої кішки.
За описами, келласька кішка становить від 61 до 91 см в довжину, з довгими сильними задніми лапами і хвостом, що досягає 30 см в довжину. Її вага може становити від 2,3 до 6,8 кг. Р. Дуглас виміряв тварину, спіймана в 1984 році, і стверджував, що воно було 38 см ростом у холці і 110 см завдовжки. Одну з особин можна побачити в музеї Елгіна. Зоологічний музей Абердинського університету також демонструє опудало кішки, знайденої в 2002 році в поселенні Інше (Абердиншир).